# Abdeslam Laghrissi
Abdeslam Laghrissi, (né le 5 janvier 1962 à Ksar el-Kébir) est un footballeur international marocain qui évoluait au poste d'attaquant.
Il est actuellement entraîneur-adjoint des FAR de Rabat.   
Actuellement entraineur du club 
:Ittihad de Temara Rabat 

## Biographie
Son premier club était le Nadi El Kasri. Il figure parmi les légendes du football marocain.
Il a terminé meilleur buteur du championnat du Maroc en 1983, 1990 et 1995.
Une blessure l'empêcha de participer, avec l'équipe du Maroc, à la coupe du monde 1986.
En 1992, il participa, avec l'équipe du Maroc, à la CAN 1992.
Il est surtout connu pour avoir marqué, en 1993, le but ayant qualifié l'équipe du Maroc à la coupe du monde 1994, lors du dernier match des éliminatoires contre la Zambie.
Un an plus tard, il figure parmi la liste des joueurs marocains retenus pour la coupe du monde 1994. Il entre en jeu, en tant que remplaçant, lors du premier match contre la Belgique.

## Palmarès

### En tant que joueur
| Caps | Date       | Match                   | Lieu        | Score    | Compétition    | Marqué |
| ---- | ---------- | ----------------------- | ----------- | -------- | -------------- | ------ |
| X    | 26/02/1984 | Maroc - Nigeria         | Casablanca  | 0-0(4-3) | Elim. JO 1984  |        |
| 1    | 23/06/1984 | Maroc - Sénégal         | Rabat       | 2 - 1    | Amical         | 1      |
| 2    | 30/06/1984 | Sierra Leone - Maroc    | Freetown    | 0 - 1    | Elim. CM 1986  |        |
| X    | 30/07/1984 | RFA - Maroc             | Palo Alto   | 2 - 0    | JO 1984        |        |
| X    | 01/08/1984 | Arabie Saoudite - Maroc | Pasadena    | 0 - 1    | JO 1984        |        |
| X    | 03/08/1984 | Brésil - Maroc          | Pasadena    | 2 - 0    | JO 1984        |        |
| 3    | 24/10/1984 | Maroc - Canada          | Rabat       | 3 - 2    | Amical         |        |
| 4    | 04/08/1985 | Maroc - Somalie         | Mohammedia  | 3 - 0    | Jeux Arabes    | 1      |
| 5    | 16/08/1985 | Maroc – Irak            | Rabat       | 0 - 1    | Jeux Arabes    |        |
| 6    | 09/06/1987 | Australie - Maroc       | Kangnung    | 1 - 0    | President Cup  |        |
| X    | 01/11/1987 | Côte d’ivoire - Maroc   | Abidjan     | 0 - 0    | Elim. JO 1988  |        |
| X    | 15/11/1987 | Maroc - Côte d’ivoire   | Casablanca  | 2 - 1    | Elim. JO 1988  |        |
| 7    | 15/12/1988 | Maroc - Gabon           | Rabat       | 5 - 2    | Amical         | 3      |
| 8    | 08/01/1989 | Maroc - Zambie          | Rabat       | 1 - 0    | Elim. CM 90    |        |
| 9    | 22/01/1989 | Tunisie - Maroc         | Tunis       | 2 - 1    | Elim. CM 1990  |        |
| 10   | 13/08/1989 | Maroc - Tunisie         | Casablanca  | 0 - 0    | Elim. CM 90    |        |
| 11   | 27/08/1989 | Maroc - Zaire           | Kénitra     | 1 - 1    | Elim. CM 1990  |        |
| 12   | 09/05/1990 | EAU - Maroc             | Lille       | 1 - 3    | Amical         | 1      |
| 13   | 19/08/1990 | Maroc - Niger           | Casablanca  | 2 - 0    | Elim. CAN 1992 | 1      |
| 14   | 02/09/1990 | Maroc - Mauritanie      | Casablanca  | 4 - 0    | Elim. CAN 1992 | 1      |
| 15   | 12/09/1990 | Irlande - Maroc         | Dublin      | 1 - 0    | Amical         |        |
| 16   | 13/01/1991 | Maroc – Côte d’ivoire   | Rabat       | 3 - 1    | Elim. CAN 1992 | 2      |
| 17   | 27/01/1991 | Niger - Maroc           | Niamey      | 1 - 0    | Elim. CAN 1992 |        |
| 18   | 27/03/1991 | Maroc - Grèce           | Rabat       | 0 - 0    | Amical         |        |
| 19   | 03/04/1991 | Algérie - Maroc         | Annaba      | 2 - 2    | Amical         | 2      |
| 20   | 12/04/1991 | Mauritanie - Maroc      | Nouakchott  | 0 - 2    | Elim. CAN 1992 | 1      |
| 21   | 14/01/1992 | Zaire - Maroc           | Dakar       | 1 - 1    | CAN 1992       |        |
| 22   | 11/07/1993 | Egypte - Maroc          | Alexandrie  | 1 - 1    | Elim. CAN 1994 | 1      |
| 23   | 15/09/1993 | Maroc - Mali            | Casablanca  | 3 - 0    | Amical         | 2      |
| 24   | 22/09/1993 | Maroc - Algérie         | Casablanca  | 0 - 0    | Amical         |        |
| 25   | 01/10/1993 | Gabon - Maroc           | France      | 0 - 1    | Amical         |        |
| 26   | 10/10/1993 | Maroc - Zambie          | Casablanca  | 1 - 0    | Elim. CM 1994  | 1      |
| 27   | 25/06/1994 | Arabie Saoudite - Maroc | New York    | 2 - 1    | C.M 1994       |        |
| 28   | 04/09/1994 | Burkina - Maroc         | Ouagadougou | 2 - 1    | Elim. CAN 1996 |        |
| 29   | 04/06/1995 | Côte d’ivoire -Maroc    | Abidjan     | 2 - 0    | Elim. CAN1996  |        |

### Distinctions personnelles et records
- 3 fois meilleur buteur du Championnat du Maroc de football en 1983, 1990 et 1995.